# Юджин Гребенік
Юджин Гребенік CB (укр. Євген Гребеник; англ.: Eugene Grebenik; 20 липня 1919 — 14 жовтня 2001), відомий як «Ґреббі» — британський державний службовець єврейського походження, який був центральною фігурою в розвитку демографії у Великій Британії. Він був першим директором Британського коледжу державної служби.
Гребенік народився в Києві через кілька місяців після створення Української РСР. Він був єдиним сином і старшою дитиною в сім'ї єврейських батьків Шуліма Гребеніка (1887—1972), агента з нерухомості, та його дружини Леї Гелен (уроджена Лопатизька; 1894—1985), кваліфікованої юристки. Його народження не було зареєстровано в радянських органах, оскільки його мати не хотіла, щоб він був натуралізований і вважала це обов'язковим. У нього була сестра Рената Розалі. Сім'я переїхала до Данцига в 1920 році, потім до Берліна і, нарешті, після піднесення Адольфа Гітлера в 1933 році, до Англії. Гребенік міг розмовляти кількома європейськими мовами, але жодною так, як рідною. Все своє життя він був відомий як Греббі, тому що йому ніколи не подобалися асоціації з євгенікою, народженою під ім'ям «Юджин».
Він відвідував середню католицьку школу Ксаверіанського коледжу в Брайтоні.
Гребенік вступив до Лондонської школи економіки в 1935 році у віці шістнадцяти років і закінчив її, отримавши першокласний ступінь з економіки (зі статистикою та демографією як спеціальний предмет) у вісімнадцять. Він отримав медаль і приз Фарра. Після короткого періоду роботи в лондонському Сіті він повернувся до LSE в якості наукового асистента Артура Боулі, а потім переїхав до Брістоля, щоб працювати з Х. А. Шенноном. Їхня книга "Населення Брістоля " була опублікована в 1943 році. Відкинутий армією через своє іноземне походження, Гребенік повернувся до LSE у 1940 році та отримав ступінь магістра в 1941 році.
Підвищений до викладача статистики в 1944 році, Гребеник був відряджений до Адміралтейства на останній рік Другої світової війни як статистичний офіцер, де він працював з Вільямом Брассом. Потім його на рік відрядили до секретаріату Королівської комісії з народонаселення. Він був натуралізований 23 листопада 1946 року і незабаром після цього одружився з Вірджинією Баркер.
Гребенік працював з Девідом Глассом, редактором Population Studies, від його заснування в 1947 році — і продовжував бути пов'язаним з журналом як спільний, а потім єдиний редактор протягом п'ятдесяти років. У 1949 році його підвищили до читача з демографії в LSE. Його робота з Глассом над переписом сімей 1946 року, опублікована у двох томах під назвою «Тенденція та модель народжуваності у Великій Британії» (1954), стала віхою в когортному аналізі. У 1954 році Гребенік був призначений професором соціальних наук в Університеті Лідса.
У 1970 році Гребенік був призначений першим директором коледжу державної служби в Саннінгдейлі. Він залишив коледж у 1976 році, щоб проводити дослідження в Управлінні переписів і обстежень населення, працюючи з Абрахамом Мані Адельштейном і Джоном Фоксом, де він залишався до виходу на пенсію в 1984 році.
Гребенік був генеральним секретарем Міжнародного союзу з наукових досліджень народонаселення з 1963 по 1973 рік. Він організував три чотирирічні загальні народонаселювальні конференції IUSSP, у тому числі ту, що відбулася в Белграді в 1965 році разом із другою Всесвітньою конференцією ООН з народонаселення. Він також був президентом Британського товариства вивчення народонаселення з 1979 по 1981 рік. Серед інших відзнак, у 1997 році він був першим лауреатом нагороди Олівії Шиффелін Нордберг від Ради з народонаселення в Нью-Йорку.
У Євгена з Вірджинією було троє дітей: Майкл, Пітер і Кетрін.